# Dactylolabis (Dactylolabis) dilatata
Dactylolabis (Dactylolabis) dilatata is een tweevleugelige uit de familie steltmuggen (Limoniidae). De soort komt voor in het Palearctisch gebied.